# آبشار براون
آبشار براون (به انگلیسی: Browne Falls) آبشاری است در کشور نیوزلند که ۸۳۶ متر ارتفاع دارد.  این آبشار دهمین آبشار بلند جهان است.